# Scaphoidella arboricola
Scaphoidella arboricola är en insektsart som beskrevs av Vilbaste 1968. Scaphoidella arboricola ingår i släktet Scaphoidella och familjen dvärgstritar. Inga underarter finns listade i Catalogue of Life.